# Trasformazione antilineare
In matematica si dice trasformazione antilineare, applicazione antilineare, funzione antilineare, mappa antilineare o operatore antilineare una trasformazione {\displaystyle f:V\to W} da uno spazio vettoriale sui complessi in un secondo spazio dello stesso genere se:
{\displaystyle f(a\mathbf {x} +b\mathbf {y} )={\bar {a}}f(\mathbf {x} )+{\bar {b}}f(\mathbf {y} )\qquad \forall a,b\in \mathbb {C} \quad \forall \mathbf {x} ,\mathbf {y} \in V}
dove {\displaystyle {\bar {a}}} è il complesso coniugato di {\displaystyle a}.
Queste entità talvolta sono chiamate trasformazione coniugatolineare e trasformazione semilineare.
Se insieme alla precedente {\displaystyle f} si considera una seconda trasformazione antilineare del genere {\displaystyle g:W\to X} che conduce ad un terzo spazio vettoriale sui complessi {\displaystyle X}, la composizione di {\displaystyle f} con {\displaystyle g} è una trasformazione lineare complessa {\displaystyle g\circ f:V\rightarrow X}.
Una trasformazione antilineare {\displaystyle f:V\to W} è equivalente ad una trasformazione lineare del genere {\displaystyle {\bar {f}}:V\to {\bar {W}}} che conduce allo spazio vettoriale complesso coniugato {\displaystyle {\bar {W}}}.
Per un operatore antilineare la definizione di aggiunta è diversa da quella usuale:
{\displaystyle (\mathbf {x} ,f^{+}\mathbf {y} )=(f\mathbf {x} ,\mathbf {y} )^{*}=(\mathbf {y} ,f\mathbf {x} )}
in cui l'operatore risulta correttamente antilineare in {\displaystyle \mathbf {x} } e {\displaystyle \mathbf {y} }.